# Mallinaikandoddi, Devadurga
Mallinaikandoddi là một làng thuộc tehsil Devadurga, huyện Raichur, bang Karnataka, Ấn Độ.